# Єрней Дам'ян
Єрней Дам'ян (нар. 28 травня 1983, Любляна, Словенія) – колишній словенський стрибун на лижах з трампліна, призер чемпіонату світу. Учасник чотирьох зимових Олімпійських ігор.

## Спортивна кар'єра
У Кубку світу Дам'ян дебютував 2004 року, а в лютому 2005 року вперше зійшов на п'єдестал пошани на етапі Кубка світу. Двічі перемагав на етапах Кубка світу. Найкраще досягнення Дам'яна в загальному заліку Кубка світу - 13-те місце в сезоні 2013-2014.
Взяв участь в Олімпіаді 2006 у Турині, де посів 10-те місце в командних змаганнях, 28-ме на великому трампліні та 35-те на нормальному трампліні.
На Олімпіаді 2010 у Ванкувері змагався у двох дисциплінах, став 38-им на нормальному трампліні та 33-ім на великому трампліні.
За свою кар'єру взяв участь у шести чемпіонатах світу, виборов бронзову медаль у командних змаганнях на нормальному трампліні 2005 року в Оберстдорфі та бронзову медаль у командних змаганнях на великому трампліні 2011 року в Осло.
Користувався лижами виробництва Fisher і черевиками Adidas.

## Результати за кар'єру
Усі результати наведено за даними Міжнародної федерації лижного спорту.

### Олімпійські ігри
| Турин 2006     | 35-те | 28-ме | 10-те |
| Ванкувер 2010  | 38-ме | 33-тє | —     |
| Сочі 2014      | 9-те  | 17-те | 5-те  |
| Пхьончхан 2018 | 28-ме | 16-те | 5-те  |

### Чемпіонати світу
2 медалі (2 бронзові)
| Дисципліна        | Нормальний трамплін | Великий трамплін  | Командні змагання (НТ) | Командні змагання (ВТ) | Змішані команди   |
| Країна - Словенія | Країна - Словенія   | Країна - Словенія | Країна - Словенія      | Країна - Словенія      | Країна - Словенія |
| ----------------- | ------------------- | ----------------- | ---------------------- | ---------------------- | ----------------- |
| Оберстдорф 2005   | 6-те                | 13-те             | Бронза                 | 4-те                   | Н/Д               |
| Саппоро 2007      | 25-те               | 45-те             | Н/Д                    | 10-те                  | Н/Д               |
| Ліберець 2009     | 41-ше               | 37-ме             | Н/Д                    | 7-ме                   | Н/Д               |
| Осло 2011         | 51-ше (q)           | 13-те             | 6-те                   | Бронза                 | Н/Д               |
| Фалун 2015        | 23-тє               | 25-те             | Н/Д                    | 6-те                   | —                 |
| Лахті 2017        | 32-ге               | 21-ше             | Н/Д                    | 5-те                   | —                 |
| Зеефельд 2019     | 11-те               | —                 | Н/Д                    | —                      | —                 |

### Чемпіонат світу з польотів на лижах
2 медалі (1 срібна, 1 бронзова)
| Дисципліна                   | Індивідуальні     | Командні змагання |
| Країна - Словенія            | Країна - Словенія | Країна - Словенія |
| ---------------------------- | ----------------- | ----------------- |
| Таупліц/Бад-Міттерндорф 2006 | 25-те             | 5-те              |
| Оберстдорф 2008              | 12-те             | 12-те             |
| Планиця 2010                 | 25-те             | 6-те              |
| Вікерсунд 2012               | 41-ше (q)         | Бронза            |
| Гаррахов 2014                | 33-тє             | Н/Д               |
| Оберстдорф 2018              | 15-те             | Срібло            |

### Результати в Кубку світу

#### Підсумкові місця в Кубку світу за роками
| Сезон     | Загалом | 4Т | ПЛ  | RA  | В5  | П7  | ПТ  |
| --------- | ------- | -- | --- | --- | --- | --- | --- |
| 2003—2004 | 55      | —  | N/A | N/A | N/A | N/A | 48  |
| 2004—2005 | 15      | 23 | N/A | N/A | N/A | N/A | 17  |
| 2005—2006 | 25      | 71 | N/A | N/A | N/A | N/A | 19  |
| 2006—2007 | 23      | 26 | N/A | N/A | N/A | N/A | 27  |
| 2007—2008 | 15      | 18 | N/A | N/A | N/A | N/A | 34  |
| 2008—2009 | 37      | 38 | 30  | N/A | N/A | N/A | 32  |
| 2009—2010 | 31      | 18 | 33  | N/A | N/A | N/A | 34  |
| 2010—2011 | 41      | —  | 38  | N/A | N/A | N/A | N/A |
| 2011—2012 | 33      | 26 | —   | N/A | N/A | N/A | N/A |
| 2012—2013 | —       | —  | —   | N/A | N/A | N/A | N/A |
| 2013—2014 | 13      | 37 | 21  | N/A | N/A | N/A | N/A |
| 2014—2015 | 14      | 22 | 15  | N/A | N/A | N/A | N/A |
| 2016—2017 | 28      | 27 | 18  | 22  | N/A | N/A | N/A |
| 2017—2018 | 17      | 10 | 33  | 15  | 18  | 30  | N/A |
| 2018—2019 | 46      | 39 | —   | 65  | 33  | 56  | N/A |

#### Особисті перемоги
| № | Сезон     | Дата              | Місце пров. | Трамплін          | Розмір |
| - | --------- | ----------------- | ----------- | ----------------- | ------ |
| 1 | 2013—2014 | 26 січня 2014     | Саппоро     | Окураяма HS134    | ВТ     |
| 2 | 2017—2018 | 26 листопада 2017 | Куусамо     | Рукатунтурі HS142 | ВТ     |